# Idiopatyczny
Idiopatyczny jest przymiotnikiem używanym przede wszystkim w medycynie, oznaczającym powstający spontanicznie albo mający niejasne lub nieznane podłoże (przyczynę). Pochodzi z greckiego ἴδιος (idios) – własny + παθος (pathos) – cierpienie, czyli w wolnym tłumaczeniu "chorobę samą z siebie". Jest to określenie techniczne, wywodzące się z nozologii, tj. klasyfikacji schorzeń.
W części medycznych przypadków jedna lub więcej przyczyn jest przynajmniej w pewnym stopniu zrozumiała, ale w innych przypadkach nie można jednoznacznie określić przyczyny stanu chorobowego. Wtedy też stosuje się określenie "idiopatyczny" na określenie etiologii schorzenia.
Niektóre choroby jak np. choroba Raynauda czy ogniskowe segmentowe szkliwiejące kłębuszkowe zapalenie nerek mają w większości nieznane podłoże i są określane jako idiopatyczne, podczas gdy w innych zaledwie kilka procent przypadków otrzymuje to miano (np. w zwłóknieniu płuc). Postęp medycyny, a zwłaszcza jej nauk podstawowych, sprawia, że coraz częściej patogeneza dolegliwości dotychczas określanych jako idiopatyczne staje się zrozumiała dla lekarzy i są oni w stanie podać przyczynę wystąpienia choroby, a w związku z tym przepisać odpowiednio skierowane leczenie na usunięcie przyczyny, a nie tylko symptomów. Choroby idiopatyczne zaś leczy się objawowo.

## Powiązania kulturowe
Isaac Asimov w jednej ze swoich książek (The Human Body), skomentował wyraz "idiopatyczny" jako "górnolotne słowo dla ukrycia ignorancji". Podobnie tytułowa postać amerykańskiego serialu "Dr House" stwierdza, że słowo idiopatyczny pochodzi z łaciny i oznacza że "jesteśmy idiotami, ponieważ nie znamy przyczyny, która to powoduje".